# Jerónimo de Alcalá
Jerónimo de Alcalá Yáñez y Ribera (Murcia, 1571 - Segovia, 1632) fue un médico y escritor español, autor de la novela picaresca Alonso, mozo de muchos amos, denominada también El donado hablador, y de otras obras de fondo religioso.

## Biografía
Jerónimo de Alcalá nació en Murcia en 1571, según los datos de la partida de bautismo y de su expediente académico. Se discute su ascendencia conversa, que no está probada aunque algunos estudiosos la estiman probable. Su padre fue don Hernando Yáñez y su madre, doña Petronila de Ribera, segoviana y  segunda esposa de don Hernando. Su abuelo paterno fue don Alonso Yáñez y su bisabuelo paterno, don Francisco Yáñez. Todos ellos estudiaron Medicina, a excepción de su madre, y también se formó en esta materia su hermanastro, Juan Yáñez. Su abuelo materno, don Juan de Alcalá, era un mercader de paños, industria muy pujante en la Segovia de la época, y su abuela materna fue doña Elvira Álvarez de Ribera. Tuvo otros cuatro hermanos: Ángela, Margarita, Florencia y José. 
Fallecido el padre, Jerónimo, aún muy niño, es acogido en Segovia por sus tíos maternos Hernando de Alcalá, sacerdote, y Elvira. En Segovia pasaría la mayor parte de su vida y, debido a esto, se pensó que era natural de allí pues ya Diego de Colmenares (1637) afirmó esto tras fallecer el escritor. Sin embargo, en 1975 se publicaron los estudios sobre la vida y la obra literaria de Jerónimo de Alcalá en el diario La Verdad de Murcia y de ellos se desprendió el origen murciano de Jerónimo de Alcalá. Esta publicación se debió a las investigaciones de Manuel Muñoz Barberán y Manuela Villalpando.
En su juventud se sintió atraído por la vida religiosa y, por ello, se formó con Hernando de Mendoza (arzobispo de Charcas, Bolivia, años después), con quien cursó Latín y Teología, y con fray Francisco de la Cueva y fray Cristóbal de Mendoza asistió a clases de Artes en el convento de los padres dominicos de Santa Cruz la Real de Segovia. También acudió a la cátedra al aire libre de Juan de Yepes, quien con el tiempo sería llamado Juan de la Cruz , en el huerto de los Carmelitas de Segovia. 
Pero abandonó esta vocación religiosa para cursar estudios médicos. Durante tres años estudió en el Colegio Universitario de Valencia, de 1594 a 1597, y, tras dos años de prácticas en la Academia, se licenció el 14 de agosto de 1599. En esta universidad se matriculó empleando como primer apellido Yáñez, por ello a veces se cita como Jerónimo Yáñez de Alcalá.
Tras finalizar sus estudios, se trasladó de nuevo a Segovia, donde permanecería el resto de su vida. Contrajo matrimonio en dos ocasiones, la primera de ellas el 23 de septiembre de 1602 con María Rubión, con la que tuvo al menos doce hijos. Su esposa falleció el 31 de enero de 1628, por lo que volvió a contraer un segundo matrimonio con doña Isabel de Briones Tapia. Como médico y cirujano, prestó servicios en el convento de San Vicente, en la Hermandad de Tundidores y de Perailes, en el Hospital, en la fundación Niños de la Doctrina y asistió, asimismo, a pobres y mendigos. También tuvo clientela particular.
Jerónimo de Alcalá Yáñez ha pasado a la posteridad como escritor. Sin embargo, para sus contemporáneos fue fundamentalmente médico, un médico con alta formación universitaria y científica, con talante humanitario y comprometido en la lucha contra las enfermedades, según se desprende del estudio de Remedios Prieto de la Iglesia en torno a su biblioteca médica y ejercicio profesional , el cual, además, dejó reflejado en páginas de sus obras según han recogido también Fidel F. Cea (1983: 166-173) y Miguel Donoso Rodríguez (2005: 123-125).
Falleció el 2 de noviembre de 1632 en su casa de Segovia (sita en la plaza de Medina del Campo, conocida también por plaza de Juan Bravo, esquina a la calle Real, hoy de Cervantes) y fue enterrado en la vecina iglesia de San Martín, su parroquia, donde se conserva su sepultura.

Escribió dos obras de fondo religioso: Milagros de Nuestra Señora de la Fuencisla, grandezas de su nuevo templo, y fiestas que en su traslación se hicieron por la Ciudad de Segovia (Salamanca, 1615) y Verdades para la vida cristiana recopiladas de los santos y graves autores (1632). Pero su obra mejor considerada es la novela picaresca Alonso, mozo de muchos amos, también conocida como El donado hablador, editada en dos partes.

## Obra picaresca
La novela picaresca Alonso, mozo de muchos amos (Madrid, 1624) tuvo mucho éxito y se volvió a editar en Barcelona en 1625. La segunda parte se publicó en Valladolid, en 1626. En las posteriores ediciones de los siglos XVIII, XIX y XX, los editores añadieron al título el apelativo de El donado hablador .
En esta obra, de forma y rasgos autobiográficos, el autor reflejó los ambientes de la época y su fin era moralizar. El protagonista conoce a catorce amos, cifra superior a cualquier otra novela picaresca. En contraste con otras novelas del género, Alonso presenta un carácter devoto, es casto, culto y piadoso. Otro elemento diferenciador es su estructura dialogada: en la primera parte el protagonista se dirige al vicario del convento en el que está en calidad de donado (hermano lego), y en la segunda parte, siendo ermitaño de la ermita de San Cosme y San Damián, habla con el cura de la iglesia de San Zoles. Tampoco la obra cuenta con el toque de pesimismo característico de otras novelas picarescas, sino más bien de melancolía. Algunos sectores de la sociedad son elogiados por el protagonista, como por ejemplo los médicos, los labradores, las monjas, los comediantes, los mercaderes segovianos, los sacerdotes… y otros son el blanco de su ira: los estudiantes, las mujeres, los soldados, los moriscos y los gentiles, pero siempre en un tono comedido exceptuando algunos comentarios misóginos. Por otra parte,el protagonista es expulsado del convento en el que vivía en calidad de donado por ser propenso a sermonear a los propios frailes. Algunos estudiosos (Fidel F. Cea: 57-60) opinan que la figura del protagonista pudo habérsela inspirado bien algún donado que san Juan de la Cruz tuviera en su convento de carmelitas en Segovia , o bien otro que residiera en el monasterio de Santa María del Parral de Segovia (Prieto de la Iglesia 1984: 247-262). Asimismo es probable que en algunas partes de la obra se esté aludiendo al saber y las letras de san Juan de la Cruz  o de los monjes jerónimos, como, por ejemplo, en el fragmento siguiente: “visitando los conventos y las casas de devoción que tiene Segovia admirables, así en edificios como en riquezas de religiosos y religiosas, donde se hallan personas de toda virtud, de saber y letras". 
Por tanto, la intención del autor ha sido prioritariamente mostrar un amplio corpus social desde una perspectiva moralizante. Las aventuras personales de Alonso quedan oscurecidas en favor de la observación. En la obra hay un predominio del elemento religioso. Los malos ejemplos se emplean para las enseñanzas morales, se evoca a Dios y a los santos y las pautas son marcadas de acuerdo con citas bíblicas, sermones y reflexiones devotas. Ejemplifica sus enseñanzas con anécdotas y cuentos. Asimismo, otros aspectos relevantes literarios de la obra son su tono humorístico, el lenguaje erudito combinado con el popular y los refranes, y, a veces, un juego de palabras conceptista. Las fuentes son de la más variada índole: científicas, históricas y jurídicas, mitológicas, folclóricas, italianas, etc. (Donoso Rodríguez 2005: 34-64)

## Obras de fondo religioso
- Milagros de Nuestra Señora de la Fuencisla, grandezas de su nueuo templo y fiestas que en su traslación se hicieron por la Ciudad de Segouia, de quien es patrona. Año de 1613 (Salamanca: Antonia Ramírez, 1615).

Como indicara Remedios Prieto de la Iglesia (1984: 23-28) y ha corroborado Miguel Donoso Rodríguez (2005: 22-26), esta obra se enmarca en el género histórico-literario de relaciones de sucesos, tan en boga en España y en el resto de Europa durante los siglos XVI y XVII. Alcalá Yáñez compuso este libro por encargo del Ayuntamiento de Segovia. Centra la primera parte (capítulos 1-10) en el origen y desarrollo de la devoción a la Virgen en su advocación de la Fuencisla vinculándola con la historia (legendaria y real) de Segovia, con la narración de algunos casos milagrosos (entre los que destacan el de María del Salto, la hebrea despeñada y salvada por la Virgen que cantara Alfonso X en su Cantiga 107 y ha llegado hasta la actualidad ,  y los casos ligados a la profesión médica de su autor) y con la construcción del nuevo (y actual) santuario de la Virgen de la Fuencisla. A continuación (capítulos 11-34), el Dr. Alcalá da paso a la descripción pormenorizada de los festejos que tuvieron lugar en Segovia con motivo de la entronización de la imagen en su nuevo templo en septiembre de 1613. Estos capítulos no solo incluyen las descripciones de los actos públicos que se llevaron a cabo -representaciones teatrales, espectáculos taurinos, juegos de cañas, desfiles de los distintos estamentos y oficios, presencia del rey Felipe III y su familia, procesiones de todas las órdenes religiosas, arcos triunfales y altares...-, sino asimismo la transcripción de los jeroglíficos, emblemas y poesías murales que adornaban los altares y arcos triunfales, los villancicos y romances de Alonso de Ledesma que se cantaron en la catedral durante diez días, y treinta y siete de los poemas que se presentaron a los Certámenes poéticos de temática mariana. Importancia especial para la Historia de la Literatura adquiere la transcripción de la convocatoria pública de esta justa literaria pues en ella se indican los temas, estrofas, premios y componentes del jurado, entre ellos el célebre poeta segoviano Alonso de Ledesma.También Simón Díaz y Frías relató estas fiestas en su obra Encenias de la devotísima ermita y nuevo santuario de la Madre de Dios de la Fuencisla, y solemnísimas fiestas que en la traslación desta santísima imagen hizo la Ciudad de Segovia (Remedios Prieto 1984: 64-93) 
- Verdades para la vida christiana recopiladas de los santos y graves autores  (Valladolid: Jerónimo Murillo, 1632).

En esta obra, Jerónimo de Alcalá hace referencia a las clases a las que asistía con san Juan de la Cruz: "Y también me precio de haber tenido por maestro todo un verano al santo padre fray Juan de la Cruz, honra de los padres carmelitas, a cuyo convento íbamos a que nos leyese y explicase los himnos algunos condiscípulos míos (...)".
El libro se podría considerar como un conjunto de flos exemplorum concebido como guía de conducta humana en la medida en que cada una de las máximas morales que integran este libro va apoyada en un exemplum (tomados de "santos y graves autores" según anuncia en el título y no carentes de encanto narrativo) con los que Jerónimo de Alcalá intenta dinamizar la práctica moral y religiosa que preconiza. Es una obra de carácter ascético dirigida no tanto al intelecto cuanto al sentimiento de la gente sencilla de su época. Existen varias concomitancias entre Verdades para la vida cristiana, Alonso mozo de muchos amos y Milagros..., algunas transcritas textualmente como, por ejemplo, la leyenda de María del Salto, la hebrea condenada injustamente por el sanedrín a ser despeñada, salvada por la Virgen y convertida al cristianismo.

## Composiciones poéticas
Alcalá Yáñez dejó muestra de su inclinación a la poesía en libros de amigos como Juan Alonso de Almela y Juan de Quintela Ledesma y especialmente en su propio libro de relaciones de las fiestas segovianas de 1613. En él injirió cinco jeroglíficos, un soneto y otras composiciones en octavas, redondillas y quintillas, además de una glosa, comentados por Fidel F. Cea y Miguel Donoso.